# Đoàn 125
Đoàn 125 (còn gọi là "Đoàn tàu không số") là đoàn vận tải quân sự đường biển làm nhiệm vụ vận chuyển hàng quân sự từ miền Bắc vào miền Nam Việt Nam trong thời kỳ Kháng chiến chống Mỹ, trực thuộc Quân chủng Hải quân từ tháng 8 năm 1963.
Tổ chức tiền thân là Đoàn 759, thành lập ngày 23 tháng 10 năm 1961 theo quyết định số 97/QP của Bộ Quốc phòng. Đến ngày 24 tháng 1 năm 1964 đổi thành Trung đoàn 125 (Đ125).
Đoàn 125 đã thực hiện hàng trăm chuyến đi biển trong điều kiện gian khổ, ác liệt; vận chuyển và bàn giao hàng nghìn tấn vũ khí, khí tài, đạn dược... cho các chiến trường: Nam Bộ, cực Nam Trung Bộ, Liên khu 5). Đặc biệt, ngày 29 tháng 11 năm 1964, Đoàn 125 đã chuyển vũ khí vào Bà Rịa để trang bị cho một trung đoàn bộ binh của Quân Giải phóng miền Nam kịp tham gia chiến dịch Bình Giã.
Từ tháng 2 năm 1972, Đoàn 125 hoàn thành các nhiệm vụ mới được giao như: rà phá thủy lôi ở vùng biển Hải Phòng – Đông Bắc (1973), vận chuyển bộ đội, xe tăng và các loại vũ khí, khí tài từ miền Bắc vào chiến trường miền Nam trong cuộc tổng tiến công và nổi dậy xuân 1975; tham gia giải phóng các đảo Song Tử Tây, Sơn Ca, Nam Yết, Sinh Tồn, Trường Sa thuộc quần đảo Trường Sa, Cù Lao Thu thuộc tỉnh Ninh Thuận (tháng 4 năm 1975) và đón các tù nhân cộng sản từ Côn Đảo trở về đất liền (tháng 5 năm 1975).
Đoàn 125 đã được Nhà nước Việt Nam hai lần phong tặng danh hiệu đơn vị Anh hùng Lực lượng vũ trang nhân dân (1967 và 1976).
Đoàn trưởng đầu tiên: Đoàn Hồng Phước, Chính ủy đầu tiên: Võ Huy Phúc.